# Caviar ou Lentilles

Caviar ou Lentilles (Caviale e lenticchie) est une comédie italienne en trois actes et deux tableaux de Giulio Scarnicci et Renzo Tarabusi créée en 1956, puis en version française en 1965 au théâtre Michel.

## Argument
Cette farce napolitaine raconte les aventures d'une famille napolitaine dont tous les membres vivent plus ou moins d'expédients. Le père Léonida s'est spécialisé dans la profession d'invité aux réceptions, où il garnit les poches dissimulées sous sa jaquette, de petits fours, bouteilles qu'il rapporte à sa compagne Valeria qui se charge de les revendre. Un jour, il veut monter une escroquerie plus rémunératrice, il a l'idée de fonder avec des gens du monde rencontrés à l'une de ces réceptions, un comité de bienfaisance, dont il espère bien profiter en premier lieu, lui-même et sa famille. Il introduit donc ces bonnes âmes chez lui, leur présentant toute la maisonnée, comme vivant dans la plus noire misère. On a même loué, pour l'occasion, un vieux grand-père paralytique et gâteux... Mais la situation se complique quand le fils d'une donatrice, croyant avoir par accident tué son domestique, doit se soustraire à la police, le temps de faire disparaître le cadavre, qui en fait est bien vivant.

## Distribution

### Création française (1965)
- Jean Allard : Vittorio
- Madeleine Damien : Mathilde
- Rosy Varte : Valeria
- Françoise Lorrain : Fiorella
- François Chodat : Antonio
- Jean-Michel Garnier, puis Alain Macé: Marcello
- Julien Guiomar : Leonida Papagatto
- Anne-Marie Mailfer, puis Évelyne Grandjean : Carmela / la comtesse Chiarelli d'Adda
- Louisa Colpeyn : Ilona  Czibor
- Henri Labussière : Velluto / Alexis / le baron Alfonso Chioccia
- Jean-François Prévand : Nicolas Czibor
- Alain MacMoy : Raimondo Czibor
- Gilles Mathias : le grand-père / Roberto
- Béatrice Arnac : chanteuse

Adaptation française : Jean Rougeul
Mise en scène : Gérard Vergez
Scénographie et costumes : Anne-Marie Marchand
Musique : Fiorenzo Carpi

### Au théâtre ce soir(1966)
- Jean Allard : Vittorio
- Madeleine Damien : Mathilde
- Rosy Varte : Valeria
- Françoise Lorrain : Fiorella
- François Chodat : Antonio
- Alain Castel : Marcello
- Julien Guiomar : Leonida Papagatto
- Anne-Marie Mailfer : Carmela / la comtesse Chiarelli d'Adda
- Louisa Colpeyn : Ilona Czibor
- Henri Labussière : Velluto / Alexis / le baron Alfonso Chioccia
- Jean-François Prévand : Nicolas Czibor
- François Dalou : Raimondo Czibor
- Géo Wallery : le grand-père
- François Germain : Roberto

Réalisation : Pierre Sabbagh
Enregistrée le 17 décembre 1966 au théâtre Marigny et diffusée le 23 février 1967 sur la première chaîne de l'ORTF.